# 東京市電気局乙1000形電車
東京市電気局乙1000形電車（とうきょうしでんききょくおつ1000がたでんしゃ）は、1925年（大正14年）に登場した東京市電気局（後の東京都交通局）の路面電車専用の電動貨車である。

## 概要
1925年に東京市電気局が関東大震災からの復興作業用に製造した電動無蓋貨車で1001 - 1045の45両が製造された。乙10形とは異なる木造ボギーの電動無蓋貨車で、主に復興資材である砂利を渋谷から玉川電気鉄道（後の東急玉川線）に直通乗り入れし、多摩川から運搬していた。
乙10形とは異なり1035・1036・1044の3両が戦後まで残存し、1001 - 1003に改番された後にそれぞれ三田車庫･大久保車庫･三ノ輪車庫へ配属された。主に芝浦工場と各工場間の資材運搬に使用され、1969年（昭和44年）から1971年（昭和46年）にかけて全車廃車となった。